# Batesimalva killipii
Batesimalva killipii är en malvaväxtart som beskrevs av Antonio Krapovickas och P.A. Fryxell. Batesimalva killipii ingår i släktet Batesimalva och familjen malvaväxter. Inga underarter finns listade i Catalogue of Life.